# Volînțeve, Putîvl
Volînțeve (în ucraineană Волинцеве) este un sat în comuna Iurieve din raionul Putîvl, regiunea Sumî, Ucraina.

## Demografie
Componența lingvistică a localității Volînțeve
     Rusă (87,01%)
     Ucraineană (12,66%)
Conform recensământului din 2001, majoritatea populației localității Volînțeve era vorbitoare de rusă (87,01%), existând în minoritate și vorbitori de ucraineană (12,66%).